# Дос Сантос, Жерсон
Жерсон дос Сантос (порт. Gérson dos Santos; 14 июля 1922, Белу-Оризонти — 2002) — бразильский футболист, защитник.

## Карьера

### Клубная
Жерсон дос Сантос начал карьеру в 1945 году в бразильском клубе «Ботафого». Он играет в этой команде до 1956 года и за это время выигрывает в Лиге Кариока в 1948 году.
После ухода из «Ботафого» Жерсон недолго играет в «Крузейро» и завершает свою карьеру игрока.

### Сборная
Жерсон впервые сыграл за сборную Бразилии 16 апреля 1952 года в рамках чемпионата Панамерики против сборной команды Уругвая.
Последним его выступлением за сборную было участие в отборочном раунде к чемпионату мира 1954 года против сборной Парагвая 21 марта 1954 года.
Всего дос Сантос сыграл три игры за сборную своей страны.